# 이 세상 끝까지 (1965년 영화)
"이 세상 끝까지"는 1965년 공개된 대한민국의 영화이다.

## 배역
- 김지미
- 신성일
- 김승호
- 한은진
- 최난경
- 박노식
- 이빈화
- 서영춘
- 장혁
- 김정훈